# Алексей Швед
 Алексей Викторович Швед (на руски: Алексе́й Ви́кторович Швед) е руски баскетболист, шутинг гард на китайския Шансъ Луунгс и руския национален отбор. Зад гърба си има 3 сезона в НБА. Победител в Евролигата с ЦСКА Москва през сезон 2007/08
През 2012 г. е удостоен със званието „Заслужил майстор на спорта“, след като с националния отбор на Русия печели бронзов олимпийски медал.

## Кариера

### ЦСКА Москва
Започва да тренира баскетбол в училище № 1 на Белгород. След това играе сезон за „Буравестник“. През 2005 преминава в ЦСКА, Москва, но почти не получава шанс за изява, тъй като на неговия пост играят Теодорос Папалукас, Джон Роберт Холдън и Никос Зисис. През 2006 г. е пратен под наем в БК „Химки“, за да натрупа опит. През сезон 2007/08 с отбора на ЦСКА става шампион на Русия и шампион на Евролигата. В същата година е обявен за най-добър млад играч на Русия. През декември 2009 г. е взет под наем от „Динамо“, Москва до края на сезона. Заедно със съотборника си Артьом Забелин от ЦСКА участва в драфта на НБА, но и двамата не са изтеглени от никой отбор.
След като се завръща в ЦСКА, Швед става неизменна част от състава и е избран за „най-прогресиращ играч“ в първенството за сезон 2010/11. Също така печели място и в националния отбор на Русия. Участва със „Сборная“ на европейското първенство в Литва и печели бронзов медал. През сезон 2011/12 Алексей оформя тандем със сърбина Милош Теодосич и помагат на ЦСКА да запише 17 поредни победи във всички турнири, да спечели шампионската титла и да играе финал на Евролигата. През лятото на 2012 г. участва с националния отбор на Русия в олимпиадата в Лондон, където „Сборная“ печели бронза.

### НБА

#### Сезон 2012/13
На 12 юли 2012 г. преминава в „Минесота Тимбърулвс“. Там е съотборник със сънародника си Андрей Кириленко. В началото на сезона Швед получава шанс за изява, след като титулярите на „Минесота“ са с травми. Още в 9-ия си мач гардът записва 22 точки и става 4-тия руснак, записал над 20 точки в мач от НБА. На 14 декември 2012 г. за първи път започва като титуляр за „Минесота“ в мач с „Ню Орлиънс Хорнетс“. Седмица по-късно срещу „Оклахома Сити Тъндър“ Швед записва „дабъл-дабъл“ (12 точки и 12 асистенции).
През февруари 2013 г. участва в мача на звездите на новобранците в НБА. Завършва първия си сезон в асоциацията със 77 изиграни срещи (16 като титуляр) и 8,6 точки средно на мач.

#### Сезон 2013/14
На 23 август 2014 г. Алексей Швед участва в тристранна сделка на отборите „Кливланд Кавалиърс“, „Минесота Тимбърулвс“ и „Филаделфия 76ърс“, в която Кевин Лав е пратен в „Кливланд Кавалиърс“, в замяна „Минесота Тимбърулвс“ получава Андрю Уигинс и Антъни Бенет (първи избори в драфта на НБА за 2013 и 2014 г.), а във „Филаделфия“ преминават Алексей Швед и Люк Ричард Мба-а-Муте.

#### Сезон 2014/15
На 20 декември 2014 г., в резултат от тристранна сделка Алексей Швед преминава в „Хюстън Рокетс“, където отива също и Кори Брюър от „Филаделфия Тимбърулвс“. През февруари 2015 г. преминава в „Ню Йорк Никс“, нарежда се сред титулярите на отбора и записва 14,8 точки средно на мач. Въпреки това цялостната слаба форма на отбора го разочарова и решава да напусне САЩ.

### Отново в Русия
През лятото на 2015 преминава в БК „Химки“, град Химки. По това време става най-високоплатеният играч в Евролигата с договор от 3,4 милиона долара. През сезон 2016/17 става MVP на Обединената ВТБ Лига и в Еврокъп. Той става първият баскетболист в историята на Еврокъп със средно по 22 точки, 5 асистенци и 4 борби. През сезон 2017/18 Швед извежда Химки до 1/4-финалите в Евролигата и с 21.8 точки средно на мач става най-добрият реализатор на турнира през сезона. През 2020/21 повтаря това си достижение.
В Обединената ВТБ Лига Швед е избран за MVP през 2017 и 2019 г., а през 2018 и 2019 г. е най-добрият реализатор на първенството.
През 2021 г. се завръща в ЦСКА Москва. Остава два сезона в тима на „армейците“, но не успява да спечели трофей.

### Китай
През 2023 г. става част от китайския Шансъ Луунгс.

## Национален отбор
Играе за националния отбор на Русия на три европейски първенства и на Олимпийските игри в Лондон през 2012 г. Има бронзовите медали от Евробаскет 2011 и Олимпиадата през 2012 г. През 2017 г. Русия се класира на 4-то място на Евробаскет, а Швед става най-добрият реализатор на турнира и попада в идеалния отбор.